# Owosso
Owosso est une ville située dans l’État américain du Michigan, dans le comté de Shiawassee. Selon le recensement de 2000, sa population est de 15 713 habitants.
La ville a été baptisée du nom de Wasso, un chef d'un tribu Ojibwé de la région.